# Sabbat Nazaire
Sabbat Nazaire devenu Etounfla Sabbat de son véritable nom Nazaire Akpovi, est un artiste rasta, chanteur, lyrique du Bénin né à Dassa-Zoumè.

## Biographie
Sabbat Nazaire naît à Dassa-Zoumè commune du centre du Bénin. Chanteur depuis l'adolescence. En 1974, alors qu'il n'était qu'un élève, il se montre au public scolaire lors des manifestations marquant la fin des classes de vacances dans son école. Peu de temps après, il s'installe à Djougou où il intègre les orchestres Yayé et Kaba Dya de 1976 à 1978. Dans les années 1980, il se rend à Cotonou où il côtoie de nombreux groupes comme L'Orchestre Poly-Rythmo, les Volcans, les Casseurs, l’orchestre de la gendarmerie nationale et  celui de l’université nationale du Bénin. Au cours de cette période, il sort diplômé en économie financière et budgétaire de l’Institut National d’Economie (INE) dans les années 1987 après l'obtention d'un Baccalauréat scientifique. En 1989, il se rend en Côte-d'Ivoire où pendant près de deux ans, il dirige la chorale à l’église des Assemblées de Dieu. En 1991, il signe son premier album solo La vie est un précieux cadeau, qui marque le début de sa carrière artistique. C'est à l'occasion de la sortie de son 13e album, en 2018, qu'il change son nom de scène Sabbat Nazaire en Étounfla Sabbat,,,,.

## Genre musical
Sabbat Nazaire fait du reggae. Il est considéré comme l'un des pionniers du reggae au Bénin, à l'instar de Yaya Yaovi et Bach Alex.Il chante en français ainsi que dans une variété de langues parlées au Bénin (fongbé, dassa, dendi, mina), mais aussi, en guéré et dioula, des langues ivoiriennes,.

## Discographie
Sabbat Nazaire a publié plusieurs albums et plusieurs singles,,:

### Albums
- 1991: La vie est un précieux cadeau;
- 1992: Kaï Ka Aza;
- 1993: Votez oui, votez non
- 1994: Je ne suis pas beau;
- 2006: Gbèssoun;
- 2010: Odayé en collaboration avec une chorale de la ville de Dassa-Zoumè;
- 2011: Ounwo yètowé;
- 2011: Dobodoe;
- 2011: Doonouwé pape Benoît 16;
- 2012: Nkpodo gbè;
- 2014: Jamais Deux Dieux;
- 2018: Devient le bon Berger